# Abdullahi Jama Mohamed
Abdullahi Jama Mohamed (9 novembre 2001) è un mezzofondista somalo.

## Palmarès
| Anno | Manifestazione      | Sede         | Evento | Risultato | Prestazione | Note                          |
| ---- | ------------------- | ------------ | ------ | --------- | ----------- | ----------------------------- |
| 2019 | Giochi Panafricani  | Rabat        | 1500 m | 9º        | 3'41"49     |                               |
| 2019 | Mondiali            | Doha         | 1500 m | Batteria  | 3'40"84     |                               |
| 2022 | Campionati africani | Saint-Pierre | 1500 m | Batteria  | 3'50"61     |                               |
| 2022 | Campionati africani | Saint-Pierre | 5000 m | 7º        | 13'56"54    |                               |
| 2024 | Giochi Panafricani  | Accra        | 5000 m | Argento   | 13'38"64    | Miglior prestazione personale |

## Altre competizioni internazionali
2025
- 8º alla Doha Diamond League ( Doha), 5000 m piani - 13'22"38